# Irving Janis
Pour les articles homonymes, voir Janis.
Irving Janis, né le 26 mai 1918 à Buffalo (New York) et mort le 15 novembre 1990 , est chercheur en psychologie de l'université Yale et un professeur de l'université de Californie. 
Il a fait d'importantes contributions à l'étude de la dynamique de groupe. Il est l'inventeur du concept de pensée de groupe (ou pensée groupale, selon les traductions), qu'il a mis en évidence dans les années 1970 en analysant quelques fiascos politico-militaires américains particulièrement retentissants, comme celui du débarquement de la baie des Cochons.
Il a également collaboré avec Carl Iver Hovland à ses études sur les changements de comportement, y compris l'effet d'assoupissement.